# Eging am See
Eging am See è un comune tedesco di 3 941 abitanti, situato nel land della Baviera.